# Rolando Mandragora
Rolando Mandragora (Nápoles, 29 de junio de 1997) es un futbolista italiano que juega como centrocampista en la ACF Fiorentina de la Serie A de Italia.

## Trayectoria

### Genoa Cricket & Football Club
Se formó en las juveniles del Génova, en el segundo semestre de la temporada 2013/14, tuvo sus primeros minutos con el equipo. Debutó en el campeonato juvenil el 18 de enero de 2014, contra Sassuolo, a pesar de dar ventaja con su edad sobre todos sus rivales, jugó los 90 minutos y empataron 1 a 1. También fue parte del Torneo de Viareggio con su club, el primer partido de la fase de grupos se jugó el 4 de febrero contra Congo sub-17, jugó los minutos finales y ganaron 3 a 0. El segundo partido fue contra el clásico rival, Sampdoria, esta vez no tuvo minutos y perdieron 3 a 0. Jugó el último partido como titular, fue ante Rijeka, estuvo presente los 90 minutos pero perdieron 2 a 0. Finalmente no clasificaron a octavos de final al quedar en tercer lugar en la fase de grupos. Terminó la temporada 2014-2015 acumulando 5 participaciones en la liga y acumuló sus primeros 200 minutos en cancha.
Para la temporada 2014/15 fue ascendido al plantel absoluto y fue convocado para la fecha 1 de la Serie A, estuvo en el banco de suplentes contra Napoli pero no ingresó y perdieron 2 a 1. Entrenaba con el primer equipo, pero jugó algunos partidos en las juveniles, hasta se consolidó como capitán del equipo dando ventaja con su edad.
Luego de estar en el banco de suplentes en 4 ocasiones sin ingresar, debutó como profesional el 29 de octubre de 2014 en el Luigi Ferraris ante más de 21 000 espectadores, el técnico Gian Piero Gasperini decidió incluir a Rolando en el 11 inicial contra el en ese entonces mejor equipo del país, Juventus. Se enfrentó a jugadores como Carlos Tévez, Arturo Vidal, Paul Pogba, Giorgio Chiellini, Álvaro Morata y Gianluigi Buffon, debido a un calambre tuvo que dejar el juego al minuto 69, pero se destacó con 4 balones recuperados y ganaron 1 a 0. Mandragora disputó su primer encuentro con 17 años y 122 días, fue el jugador más joven del torneo.
Para los 3 partidos siguientes estuvo a la orden pero no ingresó hasta que se lesionó y estuvo fueras de las canchas por un mes.
Su temporada no fue regular, ya que estuvo 28 veces en el banco de suplentes pero jugó 5 partidos, 2 como titular, tuvo solamente 120 minutos en cancha con el primer equipo. Genoa finalizó en sexto lugar del campeonato, logró un cupo para disputar la tercera ronda previa de la Europa League 2015-16, pero debido a que el club presentó una documentación fuera de tiempo, clasificó el equipo que terminó en séptima posición, su clásico rival Sampdoria.
En busca de continuidad, fue cedido a otro equipo italiano, con un objetivo diferente, volver a la máxima categoría.

### Delfino Pescara 1936
El 24 de julio de 2015 pasó al Pescara a préstamo para militar por la Serie B en la temporada 2015/16.
Debutó con su nuevo club el 9 de agosto, en la segunda ronda de la Copa Italia, ingresó al minuto 67 y derrotaron 2 a 0 al Südtirol. Para la tercera ronda fue convocado pero no tuvo minutos y fueron eliminados por Torino al perder 4 a 1.
En el campeonato, debutó el 11 de septiembre en la fecha 2, fue contra Perugia, ingresó por Lucas Torreira al minuto 68 y ganaron 2 a 1.
Se ganó la titularidad en el plantel y llamó la atención de diversos ojeadores, de clubes como Milan, Chelsea y Juventus.
El 19 de enero de 2016, Juventus anunció su fichaje, Rolando firmó por 5 años, a cambio de 6 millones de euros, y otros 6 en caso de conseguir objetivos. El club lo cedió a Pescara para que termine la temporada.

## Selección nacional
Ha sido parte de la selección de Italia en las categorías juveniles sub-16, sub-17, sub-18 y sub-21.

### Participaciones en categorías inferiores
| Competición                                                                | Sede            | Resultado    | Partidos | Goles |
| -------------------------------------------------------------------------- | --------------- | ------------ | -------- | ----- |
| Ronda Élite para el Campeonato de Europa Sub-17 de la UEFA 2014            | República Checa | No clasificó | 3        | 0     |
| Ronda de clasificación para el Campeonato de Europa Sub-19 de la UEFA 2015 | Serbia          | Clasificó    | 3        | 0     |
| Ronda Élite para el Campeonato de Europa Sub-19 de la UEFA 2015            | Austria         | No clasificó | 3        | 0     |
| Clasificación para la Eurocopa Sub-21 de 2017                              | Europa          | Clasificó    | 7        | 0     |

## Estadísticas

### Clubes
Actualizado al 25 de mayo de 2025.
| Club                          | Div.          | Temporada     | Liga  | Liga  | Copas nacionales | Copas nacionales | Torneos internacionales | Torneos internacionales | Total | Total |
| Club                          | Div.          | Temporada     | Part. | Goles | Part.            | Goles            | Part.                   | Goles                   | Part. | Goles |
| ----------------------------- | ------------- | ------------- | ----- | ----- | ---------------- | ---------------- | ----------------------- | ----------------------- | ----- | ----- |
| Genoa C. F. C. · Italia       | 1.ª           | 2014-15       | 5     | 0     | 0                | 0                | ―                       | ―                       | 5     | 0     |
| Genoa C. F. C. · Italia       | Total club    | Total club    | 5     | 0     | 0                | 0                | 0                       | 0                       | 5     | 0     |
| Delfino Pescara 1936 · Italia | 2.ª           | 2015-16       | 26    | 0     | 1                | 0                | ―                       | ―                       | 27    | 0     |
| Delfino Pescara 1936 · Italia | Total club    | Total club    | 26    | 0     | 1                | 0                | 0                       | 0                       | 27    | 0     |
| Juventus F. C. · Italia       | 1.ª           | 2016-17       | 1     | 0     | 0                | 0                | 0                       | 0                       | 1     | 0     |
| Juventus F. C. · Italia       | Total club    | Total club    | 1     | 0     | 0                | 0                | 0                       | 0                       | 1     | 0     |
| F. C. Crotone · Italia        | 1.ª           | 2017-18       | 36    | 2     | 1                | 0                | ―                       | ―                       | 37    | 2     |
| F. C. Crotone · Italia        | Total club    | Total club    | 36    | 2     | 1                | 0                | 0                       | 0                       | 37    | 2     |
| Udinese Calcio · Italia       | 1.ª           | 2018-19       | 35    | 3     | 1                | 0                | ―                       | ―                       | 36    | 3     |
| Udinese Calcio · Italia       | 1.ª           | 2019-20       | 26    | 0     | 2                | 3                | ―                       | ―                       | 28    | 3     |
| Udinese Calcio · Italia       | 1.ª           | 2020-21       | 10    | 0     | 0                | 0                | ―                       | ―                       | 10    | 0     |
| Udinese Calcio · Italia       | Total club    | Total club    | 71    | 3     | 3                | 3                | 0                       | 0                       | 74    | 6     |
| Torino F. C. · Italia         | 1.ª           | 2020-21       | 17    | 3     | ―                | ―                | ―                       | ―                       | 17    | 3     |
| Torino F. C. · Italia         | 1.ª           | 2021-22       | 21    | 0     | 2                | 1                | ―                       | ―                       | 23    | 1     |
| Torino F. C. · Italia         | Total club    | Total club    | 38    | 3     | 2                | 1                | 0                       | 0                       | 40    | 4     |
| ACF Fiorentina · Italia       | 1.ª           | 2022-23       | 29    | 2     | 4                | 0                | 17                      | 2                       | 50    | 4     |
| ACF Fiorentina · Italia       | 1.ª           | 2023-24       | 33    | 3     | 4                | 1                | 13                      | 1                       | 50    | 5     |
| ACF Fiorentina · Italia       | 1.ª           | 2024-25       | 29    | 4     | 0                | 0                | 13                      | 5                       | 42    | 9     |
| ACF Fiorentina · Italia       | Total club    | Total club    | 91    | 9     | 8                | 1                | 43                      | 8                       | 142   | 18    |
| Total carrera                 | Total carrera | Total carrera | 268   | 17    | 15               | 5                | 43                      | 8                       | 326   | 30    |

### Selecciones
Actualizado al 29 de marzo de 2016.
Último partido citado: Andorra 0 - 1 Italia
| Selección       | Temporada     | Continental | Continental | Mundial | Mundial | Amistosos | Amistosos | Total | Total |
| Selección       | Temporada     | Part.       | Goles       | Part.   | Goles   | Part.     | Goles     | Part. | Goles |
| --------------- | ------------- | ----------- | ----------- | ------- | ------- | --------- | --------- | ----- | ----- |
| Sub-17 · Italia | 2013/14       | 3           | 0           | -       | -       | 1         | 0         | 4     | 0     |
| Sub-17 · Italia | Total sel.    | 3           | 0           | -       | -       | 1         | 0         | 4     | 0     |
| Sub-18 · Italia | 2014-15       | -           | -           | -       | -       | 1         | 0         | 1     | 0     |
| Sub-18 · Italia | Total sel.    | -           | -           | -       | -       | 1         | 0         | 1     | 0     |
| Sub-19 · Italia | 2014-15       | 6           | 0           | -       | -       | 4         | 1         | 10    | 1     |
| Sub-19 · Italia | Total sel.    | 6           | 0           | -       | -       | 4         | 1         | 10    | 1     |
| Sub-21 · Italia | 2015-16       | 7           | 0           | -       | -       | 1         | 0         | 8     | 0     |
| Sub-21 · Italia | Total sel.    | 7           | 0           | -       | -       | 1         | 0         | 8     | 0     |
| Total carrera   | Total carrera | 16          | 0           | -       | -       | 7         | 1         | 23    | 1     |

## Palmarés

### Campeonatos nacionales
| Título      | Club           | País   | Año     |
| ----------- | -------------- | ------ | ------- |
| Copa Italia | Juventus F. C. | Italia | 2016-17 |
| Serie A     | Juventus F. C. | Italia | 2016-17 |

### Distinciones individuales
| Distinción                                                                | Año  |
| ------------------------------------------------------------------------- | ---- |
| Parte de los 50 mejores futbolistas sub-18 del mundo según medio Goal.com | 2016 |